# Route nationale 15 (Suède)
Pour les articles homonymes, voir Route nationale 15.
La route nationale 15 (en suédois : Riksväg 15) est une route nationale entre  Karlshamn et Halmstad en Suède,.

## Présentation
La route nationale 15 part du port de traversiers de Karlshamn, s'étend sur un tronçon d'environ 9 kilomètres avec la route européenne 22 jusqu'à Pukavik et traverse Olofström jusqu'au carrefour routier de Lönsboda ou elle croise les routes régionales 119 et 121. 
La route nationale 15 continue vers l'ouest et croise la route nationale 23 à la limite orientale d'Osby. Plus à l'ouest elle croise la route européenne 4 près de Markaryd. 
La route passe par Knäred et s'approche du Cattégat.
À Halmstad, la route se termine en rejoignant la route européenne 6.

## Tracé
| Km     | Lieu      | Carte interactive |
| ------ | --------- | ----------------- |
| 0 km   | Halmstad  |                   |
|        | Fyllinge  |                   |
|        | Trönninge |                   |
|        | Eldsberga |                   |
|        | Genevad   |                   |
|        | Veinge    |                   |
|        | Knäred    |                   |
|        | Markaryd  |                   |
|        | Osby      |                   |
|        | Lönsboda  |                   |
|        | Vilshult  |                   |
|        | Olofström |                   |
| 154 km | Jämshög   |                   |